# Julije Budisavljević
Julije Budisavljević (Požega, 2. ožujka 1882. − Innsbruck, 5. svibnja 1981.) je bio hrvatski kirurg i humanitarac. Brat Srđana Budisavljevića, hrvatskog političara i pravnika.  Iz ugledne su ličke obitelji Budisavljević.

## Životopis
Dr. Budisavljević studij medicine završio je u Innsbrucku 1907. godine. U Innsbrucku je radio kao asistent na kirurškoj klinici. Ljeta 1913. boravio je s kolegama kao liječnik u Beogradu, gdje je pod Crvenim križem vodio istočno krilo stare vojne akademije koja je prenamijenjena u bolnicu. Objavio je nekoliko članaka u Liječničkom vjesniku. Oženio je 1917. Austrijanku Dianu Obexer. Po osnutku Medicinskog fakulteta u Zagrebu bio je imenovan profesorom kirurgije. Sa suprugom je došao u Zagreb 1919. godine. Pri Medicinskom fakultetu osnovao je Zavod za kirurgiju.
Na Medicinskom fakultetu u Zagrebu uvedeni su ovi kolegiji kojima je voditelj bio Julije Budisavljević: „Patologija i terapija kirurških bolesti s praktičnim vježbama (akademske godine 1919/1920.), „Operacijoni kurs na lješinama“ i „Kurs o zavojima“ (1920. i 1921.), „Kurs o frakturama i luksacijama“, te „Operacioni kurs na lješinama“ (1921. i 1922.).
1920. je godine otvorena je Kirurška klinika u Draškovićevoj ulici br. 19, gdje je Budisavljević bio predstojnik Katedre i Kirurške klinike.
Dekan je bio akademske godine 1927./28. Kiruršku je kliniku vodio do 1953. godine. Posebno područje njegovog znanstvenog interesa bila je problematika peptičkog ulkusa.
Zajedno sa suprugom Dianom, pomagao je pri udomljivanju te djece koja su prvo bila smještena u sisački koncentracijski logor za djecu. 
Unuka Julija i Diane Budisavljević je dr. sc. Silvija Szabo, umirovljena profesorica Odsjeka za psihologiju Filozofskog fakulteta Sveučilišta u Zagrebu.

## Galerija
- Grobna ploča obitelji Julija Budisavljevića, Mirogoj, Zagreb
- Grob obitelji Julija Budisavljevića
- Grob obitelji Julija Budisavljevića, pogled na pravoslavnu kapelu na Mirogoju